# Aleksandr Szelepin
Aleksandr Nikołajewicz Szelepin (ros. Александр Николаевич Шелепин, ur. 18 sierpnia 1918 w Woroneżu, zm. 24 października 1994 w Moskwie) – polityk radziecki oraz wysoki funkcjonariusz służby bezpieczeństwa, szef Komitetu Bezpieczeństwa Państwowego (KGB) ZSRR od grudnia 1958 do listopada 1961.

## Życiorys
1936-1939 i 1940-1941 uczył się w Moskiewskim Instytucie Historii, Filozofii i Literatury, 1939-1940 służył w Armii Czerwonej. Od 1940 w WKP(b), 1940-1943 instruktor, kierownik wydziału i sekretarz moskiewskiego miejskiego komitetu Komsomołu ds. pracy wojskowej i kultury fizycznej. 1943-1946 sekretarz KC Komsomołu, V 1943 – V 1958 członek Biura Politycznego KC Komsomołu, od 1945 członek Wszechzwiązkowego Komitetu ds. Kultury Fizycznej i Sportu przy Radzie Komisarzy Ludowych/Radzie Ministrów ZSRR, 1949-1952 II sekretarz KC Komsomołu. 14 X 1952 – 24 II 1976 członek KC KPZR, 30 X 1952 – IV 1958 I sekretarz KC Komsomołu. IV-XII 1958 kierownik Wydziału Partyjnych Organów KC KPZR ds. Sojuszniczych Republik, 31 X 1961 – 26 IX 1967 sekretarz KC KPZR. 23 XI 1962 – 9 XII 1965 zastępca przewodniczącego Rady Ministrów ZSRR i przewodniczący Komitetu Kontroli Partyjno-Państwowej KC KPZR i Rady Ministrów ZSRR. 16 XI 1964 – 8 IV 1966 członek Prezydium KC KPZR, 8 IV 1966 – 16 IV 1975 członek Biura Politycznego KC KPZR.

## Tzw. notatka Szelepina
3 marca 1959 roku Aleksandr Szelepin skierował do Nikity Chruszczowa w tajną notatkę nr N-632-Sz (Н-632-Ш), w której zaproponował zniszczenie 21 857 teczek personalnych ofiar zbrodni katyńskiej, a zachowanie jedynie protokołów tzw. trójki NKWD mieszczących się w oddzielnej, niewielkiej teczce.

## Odznaczenia
- Order Lenina (czterokrotnie)
- Order Czerwonego Sztandaru Pracy
- Order Wojny Ojczyźnianej II klasy
- Order Czerwonej Gwiazdy
- Medal „Za zwycięstwo nad Niemcami w Wielkiej Wojnie Ojczyźnianej 1941–1945”
- Medal „Za ofiarną pracę w Wielkiej Wojnie Ojczyźnianej 1941–1945
- Medal „Partyzantowi Wojny Ojczyźnianej” I klasy